# Ozar
Ozar è una suddivisione dell'India, classificata come census town, di 45 770 abitanti, situata nel distretto di Nashik, nello stato federato del Maharashtra. In base al numero di abitanti la città rientra nella classe III (da 20 000 a 49 999 persone).

## Geografia fisica
La città è situata a 20° 06' 18 N e 73° 55' 37 E.

## Società

### Evoluzione demografica
Al censimento del 2001 la popolazione di Ozar assommava a 45 770 persone, delle quali 24 140  maschi e 21 630  femmine. I bambini di età inferiore o uguale ai sei anni assommavano a 5 181, dei quali 2 794  maschi e 2 387 femmine. Infine, coloro che erano in grado di saper almeno leggere e scrivere erano 35 715, dei quali 19 893 maschi e 15 822 femmine.